# 黒崎町 (大阪市)
黒崎町（くろさきちょう）は、大阪府大阪市北区にある町名。丁番を持たない単独町名である。

## 地理
大阪市北区の東部に位置。北は浮田、西は中崎、東は浪花町、南はJR大阪環状線を挟んで山崎町に接する。
地内のほぼ中央を都島通から天神橋筋までをつなぐ天五中崎通商店街が東西に通り、おいでやす通りの愛称で親しまれている。商店街の北側と南側は住宅街となっている。

## 世帯数と人口
2019年（平成31年）3月31日現在の世帯数と人口は以下の通りである。
| 町丁   | 世帯数  | 人口    |
| ------ | ------- | ------- |
| 黒崎町 | 723世帯 | 1,092人 |

### 人口の変遷
国勢調査による人口の推移。
| 1995年（平成7年）  | 1,209人 | [ 5 ] |  |
| 2000年（平成12年） | 1,231人 | [ 6 ] |  |
| 2005年（平成17年） | 1,194人 | [ 7 ] |  |
| 2010年（平成22年） | 1,202人 | [ 8 ] |  |
| 2015年（平成27年） | 1,162人 | [ 9 ] |  |

### 世帯数の変遷
国勢調査による世帯数の推移。
| 1995年（平成7年）  | 577世帯 | [ 5 ] |  |
| 2000年（平成12年） | 649世帯 | [ 6 ] |  |
| 2005年（平成17年） | 677世帯 | [ 7 ] |  |
| 2010年（平成22年） | 710世帯 | [ 8 ] |  |
| 2015年（平成27年） | 713世帯 | [ 9 ] |  |

## 学区
市立小・中学校に通う場合、学区は以下の通りとなる。北区内の全ての市立中学校と、大阪市内の小中一貫校が対象で学校選択が可能（抽選を実施）。
| 番・番地等 | 小学校             | 中学校             |
| ---------- | ------------------ | ------------------ |
| 全域       | 大阪市立扇町小学校 | 大阪市立天満中学校 |

## 事業所
2016年（平成28年）現在の経済センサス調査による事業所数と従業員数は以下の通りである。
| 町丁   | 事業所数 | 従業員数 |
| ------ | -------- | -------- |
| 黒崎町 | 94事業所 | 817人    |

## 施設
- 天五中崎通商店街（おいでやす通り）
- 黒崎町公園

## 交通

### 鉄道
- 地内に駅はなく地下鉄谷町線「中崎町駅」が最寄りである。

## その他

### 日本郵便
- 〒530-0023[3]（集配局：大阪北郵便局[12]）